# الجمعية النووية العالمية
الرابطة النووية العالمية (WNA) هي منظمة دولية تعزز للطاقة النووية وتدعم الشركات التي تعمل في مجال الصناعة النووية العالمية. يأتي دورها في جميع أجزاء دورة الوقود النووي بما في ذلك تعدين اليورانيوم وتحويل اليورانيوم وتخصيب اليورانيوم وتصنيع الوقود النووي وصناعة المفاعلات والنقل والتصرف في الوقود النووي المستخدم وكذلك توليد الكهرباء.

## التأسيس
تم تأسيس الرابطة النووية العالمية في عام 2001 على ان تكون بديلا لمعهد اليورانيوم الذي تأسس في عام 1975.

## نبذة
الجمعية النووية العالمية تكون مسؤولة عن 70 ٪ من الطاقة النووية في العالم بما في ذلك اليورانيوم وتحويل وإنتاج اليورانيوم المخصب.
تهدف الجمعية النووية العالمية إلى تحقيق دور مزدوج لأعضائها عن طريق تسهيل تفاعلهم في المسائل التقنية والتجارية وتعزيز فهم أوسع للجمهور للتقنية النووية. يوجد لدى الجمعية النووية العالمية أمانة وعدد موظفيها حوالي 35 موظف.

## العضوية
تواصل الجمعية النووية العالمية توسيع عضويتها لا سيما في الدول الغير اأعضاء في منظمة التعاون الاقتصادي والتنمية حيث يتم إنتاج الطاقة النووية أو حيث يكون هذا الخيار قيد النظر الفعلي وينتشر أعضاء الجمعية النووية العالمية في 35 دولة تمثل 80 ٪ من سكان العالم.
يعتمد رسم الاشتراك السنوي لعضو مؤسس على حجمه وحجم نشاطه. عند تطلب استفسار أو طلب تحدد أمانة الجمعية النووية العالمية في لندن الرسوم وفقا للمعايير القياسية. يوفر هيكل الرسوم في كثير من الحالات خصومات كبيرة للمنظمات الموجودة في بلدان خارج منظمة التعاون الاقتصادي والتنمية.
تتوفر عضوية غير تجارية منخفضة الرسوم للمنظمات التي يوجد بها وظائف أكاديمية أو بحثية. يتم نشر قائمة بالأعضاء الحاليين على موقع الجمعية النووية العالمية.

## ميثاق الأخلاق
أنشأت الجمعية النووية العالمية ميثاق أخلاقيات لتكون بمثابة عقد مشترك بين منظماتها الأعضاء ويهدف هذا التأكيد للقيم والمبادئ إلى تلخيص مسؤوليات الصناعة النووية والإطار القانوني والمؤسسي المحيط الذي تم بنائه من خلال التعاون الدولي لتحقيق رؤية الرئيس الأمريكي أيزنهاور حول «الذرة مقابل السلام».